# James Bryce
James Bryce OM (1838. május 10. – 1922. január 22.) Bryce 1. vikomtja, angol politikus, jogász, történész.

## Élete

### Ifjúkora
Bryce 1838-ban született Észak-Írország fővárosában Belfastban. Alapfokú tanulmányait feltehetően szülővárosában végezte, majd a Belfasti Királyi Akadémián (Belfast Royal Academy) tanult. Később a High School of Glasgow-on (Szabad fordításban: Glasgow-i Középiskola) majd a Glasgow-i és a Heidelbergi Egyetemen tanult.

### Politikai pályafutása
1864-ben egy díjnyertes esszét írt A Szent Római Birodalom címmel. Később visszatért Oxfordba, ahova mint a jogi tanulmányok professzorát hívták meg. Az 1870-től kezdődően egészen 1893-ig professzorként tanított, és kollégájával, Lord Actonnal 1885-ben publikálták a The English Historical Review (Angol történelmi áttekintés) című munkájukat, amely mindkettőjüket egy csapásra elismertté tette. Tanítása alatt belépett a Liberális Pártba, majd 1880-tól 1907-ig a brit alsóház (The House of Commons) képviselője és tagja volt. Később külügyi államtitkár, a Lancesteri hercegség kormányzója, és kereskedelmi miniszter volt.
1894-ben az ő kezdeményezésére szervezték meg a brit oktatásügyi minisztériumot. Bryce a második búr háború (1899–1902) egyik nagy ellenzője volt. Ennek köszönhetően Sir Henry Campbell-Bannerman miniszterelnöksége alatt (aki szintén a háború egyik fő ellenzője volt) Írország főtitkára lett.
Műveltsége és népszerűsége miatt 1907-ben az Egyesült Királyság amerikai nagykövete lett. hivatali ideje alatt sokat tett az amerikai-kanadai kapcsolatok javításán. 1913 áprilisában vonult vissza, mint nagykövet. 1914. január 1-jén létrehozta a Bryce-i grófságot, amelynek első vikomtja lett. Még ebben az évben beválasztották a Hágai Nemzetközi Bíróságba, s az első világháborút követően részt vett a Német Birodalomra mért jóvátétel nagyságának meghatározásában. Támogatta a Népszövetség felállítását.
1922. január 22-én hunyt el, életének 84. évében.

## Művei magyarul
- A római szent birodalom; ford. Balogh Ármin, átnézte Marczali Henrik; Akadémia, Bp., 1903 (A Magyar Tudományos Akadémia Könyvkiadó Vállalata-sorozat, U. F.)
- Az Amerikai Egyesült Államok demokráciája; ford. Braun Róbert; Dick, Bp., 1922